# Langer Marsch

Verlauf des Langen Marschs

Der Lange Marsch (chinesisch 長征 / 长征, Pinyin Chángzhēng) war ein Ereignis innerhalb des Chinesischen Bürgerkriegs. Er ist bis heute ein zentraler Heldenmythos der Kommunistischen Partei Chinas. Es handelte sich hierbei um den militärischen Rückzug der Streitkräfte der Kommunistischen Partei Chinas von Oktober 1934 bis Oktober 1935, um der Einkreisung durch die Armee Chiang Kai-sheks zu entgehen. Beim Langen Marsch waren mehrere Abteilungen der Roten Armee auf dem Weg nach Westen und Norden. Am bekanntesten ist der Marsch der Armeegruppe mit der Führungsspitze der Kommunistischen Partei Chinas, die innerhalb von 370 Tagen 12.500 Kilometer zurücklegte und dabei einige der unwegsamsten Regionen Chinas durchquerte. Während des Langen Marsches gelang es Mao Zedong, seine Macht innerhalb der Partei zu festigen und auszubauen. Nur etwa zehn Prozent der 90.000, die sich aus dem Jiangxi-Sowjet auf den Langen Marsch begaben, erreichten ihr Ziel.

## Der Jiangxi-Sowjet (1931–1934)

Flagge des Jiangxi-Sowjets

Nach dem gescheiterten Herbsternte-Aufstand im September 1927 zog sich Mao Zedong mit einer Gruppe der Streitkräfte in das Jinggang-Gebirge zurück. Trotz der personellen Verstärkung, die man dort durch kommunistische Flüchtlinge erfuhr, zog die Truppe aufgrund der häufigen Angriffe durch die Kuomintang weiter nach Jiangxi und Fujian, um sich dann im Grenzgebiet dieser beiden Provinzen niederzulassen.

## Belagerung durch die Kuomintang: Ausbruch
Im Mai 1934 hatte Chiang Kai-shek einen Waffenstillstand mit Japan geschlossen und so den Rücken frei, um gegen die Kommunisten vorzugehen. Zu diesem Zweck mobilisierte er 500.000 Soldaten. Auf Empfehlung seines deutschen Militärberaters Hans von Seeckt hatte Chiang bereits in den vorigen Monaten die Infrastruktur in den umliegenden Gebieten ausbauen lassen, um die Versorgung und die Einkreisung zu erleichtern. Die Strategie Chiangs war es, langsam vorzurücken und im Abstand von einigen Kilometern kleinere Befestigungsanlagen anzulegen, die sich gegenseitig decken konnten, und so das von den Kommunisten kontrollierte Gebiet immer weiter schrumpfen zu lassen.
Aufgrund der aussichtslosen Lage – die Kuomintang hatten zehnmal so viele Soldaten, die zudem noch besser ausgerüstet und bewaffnet waren – wurde beschlossen, den Plan für eine Verlegung nach Nordwesten in die Nähe der sowjetisch kontrollierten Grenze durchzuführen. Im Juli wurde zur Ablenkung eine Einheit von 6.000 Soldaten, der man den Namen „Vorhut der Roten Armee unterwegs in Richtung Norden im Kampf gegen die Japaner“ gab, in Richtung Nordosten geschickt. Im Rahmen der Vorbereitungen fand auch eine politische Überprüfung statt, bei der mehr als 1.000 Menschen hingerichtet wurden.
Im Oktober 1934 waren die Vorbereitungen abgeschlossen und der Lange Marsch begann. Unter den mehr als 85.000 Personen waren vermutlich lediglich 35 Frauen. Mehr als 15.000 Soldaten, über 30.000 Verwundete sowie die Frauen blieben zurück. Unter den Zurückgelassenen waren auch mehrere hochgestellte Mitglieder des chinesischen Sowjets, wie zum Beispiel Qu Qiubai und der jüngste Bruder von Mao Zedong, Mao Zetan. Sie wurden nach der Einnahme des Gebietes im November gefangen genommen und später hingerichtet.

## Der Lange Marsch der Ersten Roten Armee

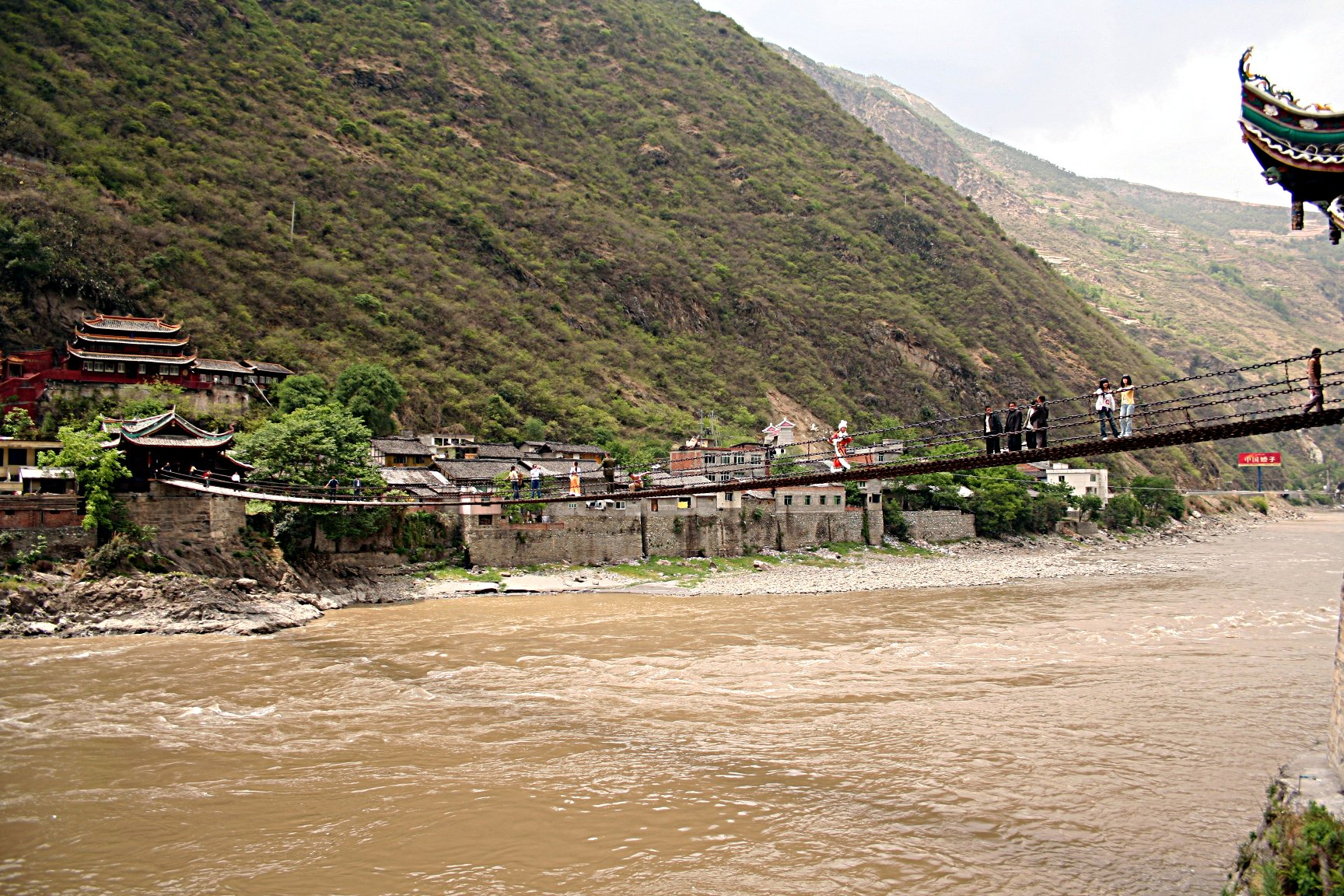
Luding-Brücke über den Dadu

In Yudu überquerte die Armee den Fluss auf Pontonbrücken. Dabei wurden unter anderem einige Maschinen aus einer Waffenfabrik sowie Druckerpressen mitgeführt. Vor den Marschierenden lagen vier Befestigungslinien aus Bunkern. Die erste Linie war mit kantonesischen Truppen besetzt, deren Anführer versprochen hatte, die Kommunisten ziehen zu lassen. Die weiteren Befestigungslinien wurden ebenso ohne Gegenwehr durchquert. Ende November erreichte die Erste Armee den Fluss Xiang; und obwohl der Fluss mangels Brücken auf breiter Front durchwatet werden musste und sie so ein ideales Ziel für Luftangriffe bot, befahl Chiang erst am 1. Dezember den Luftangriff, nachdem die Führung der KPC und der größere Teil der Soldaten bereits übergesetzt hatten. Die Höhe der Verluste ist umstritten. Die Erste Rote Armee zog weiter nach Westen.

## Die Konferenz von Zunyi
In Zunyi, in der Provinz Guizhou, wurde im Januar 1935 eine Konferenz der kommunistischen Führungsspitze einberufen. In erregten Debatten diskutierte man die Ursachen der Niederlage in Jiangxi. Mao versuchte zusammen mit seinen Verbündeten Lo Fu und Wang Jiaxiang, die Schuld am Zusammenbruch dem Parteiführer Bo Gu und Otto Braun zuzuschieben. Otto Braun wurde aus der Militärführung entlassen, Bo Gu blieb aber Parteiführer, da man ihm die Schuld nicht anlasten wollte. Mao wurde Mitglied des Sekretariats, Zhou Enlai wurde als Oberbefehlshaber der Armee bestätigt. Die Beschlüsse, die zum Ende dieser Konferenz gefasst wurden, reflektierten zum großen Teil die Ansichten Maos, der damit die Grundlage für seine Position als bald unangefochtener Führer der Partei und des Landes schuf. Allmählich ging die militärische Führung von Zhou Enlai auf Mao Zedong über. Gleichzeitig markierte die Konferenz den Beginn der endgültigen Abkehr des chinesischen Kommunismus vom sowjetisch geprägten Verständnis vom proletarischen und urbanen Wesen der Revolution.

## Marsch nach Yan’an
Auf dem Weg beschlagnahmte die Rote Armee Besitz und Waffen der lokalen Kriegsherren und Grundbesitzer und rekrutierte Kleinbauern und Mittellose für sich. Dennoch erreichten von den anfänglichen 90.000 Soldaten nur 7.000 das Ziel Yan’an, am 20. Oktober 1935. Der Verlust wurde durch eine Vielzahl von Gründen, unter anderem Erschöpfung, Krankheit, Fahnenflucht und militärische Verluste, verursacht. Auf dem Marsch schlossen sich allerdings auch immer wieder neue Anhänger an.
Obwohl ein hoher Preis zu zahlen war, gab der Lange Marsch der Kommunistischen Partei Chinas (KPCh) die Abgeschiedenheit, die sie benötigte, um sich zu erholen und den Norden Chinas neu aufzubauen. Am Ende des Zweiten Weltkrieges vertrieb die Rote Armee (später: Volksbefreiungsarmee, 人民解放军, rénmín jǐefàngjūn) die Kuomintang vom chinesischen Festland auf die Insel Taiwan.

## Bewertung und Einordnung
Nach Gründung der Volksrepublik China wurde der Lange Marsch als Symbol der Partei für Stärke und Widerstandsfähigkeit propagiert. Auch heute dient er immer noch als Grundlage vieler Filme und Geschichten.
Der Lange Marsch ist auch ein bedeutendes Ereignis in der Festigung von Maos Rolle als unbestrittener Führer der KPCh. Viele Teilnehmer des Marsches wurden bekannte Parteiführer, einschließlich Liu Shaoqi, Zhu De, Lin Biao und Deng Xiaoping.
Langer Marsch ist auch der Name einer chinesischen Trägerrakete.